# Чигадаев, Пётр Васильевич
Пётр Васильевич Чигадаев (1923—1982) — старшина Советской Армии, участник Великой Отечественной войны, Герой Советского Союза (1945).

## Биография
Пётр Чигадаев родился 21 мая 1923 года на станции Бускуль (ныне — Карабалыкский район Костанайской области Казахстана). После окончания семи классов школы работал трактористом. В 1942 году Чигадаев был призван на службу в Рабоче-крестьянскую Красную Армию. С декабря того же года — на фронтах Великой Отечественной войны.
К августу 1944 года младший сержант Пётр Чигадаев командовал самоходной артиллерийской установкой 6-й самоходной артиллерийской бригады 6-й танковой армии 2-го Украинского фронта. Отличился во время освобождения Румынии. 27 августа 1944 года во время боя за город Текуч экипаж Чигадаева принял активное участие в захвате моста через реку Сирет, сорвав планы противника подорвать его.
Указом Президиума Верховного Совета СССР от 24 марта 1945 года младший сержант Пётр Чигадаев был удостоен высокого звания Героя Советского Союза с вручением ордена Ленина и медали «Золотая Звезда».
В 1947 году в звании старшины Чигадаев был демобилизован. Проживал и работал в посёлке Боровской Кустанайской области Казахской ССР. Скончался 26 февраля 1982 года.
Был также награждён орденом Отечественной войны 1-й степени и рядом медалей.